# Lidy Echevarría
Lidianny "Lidy" Echevarría Benítez (Artemisa, 19 de março de 1996) é uma jogadora de voleibol de praia cubana.

## Carreira
No ano de 2015 competia com Yanisleidis Sánchez na conquista da medalha de prata no Circuito NORCECA de Vôlei de Praia na etapa da República Dominicana e neste mesmo evento terminou em nono na etapa cubana ao lado de Lianma Flores, em outra etapa cubana foi vice-campeã com Leila Martínez.
Na temporada de 2016 compete formando dupla novamente com Sánchez obtendo no circuito NORCECA o vice-campeonato na etapa costarriquenha, campeãs na etapa de Varadero e semifinalistas no Campeonato NORCECA realizado em Trinidad e Tobago, além do terceiro lugar na Continental Cup NORCECA realizada no México.
Ao lado de Martínez em 2017 foram campeãs do circuito NORCECA, na etapa de La Paz (Baja California Sur) e Grande Caimão, além do vice-campeonato na etapa cubana; também terminaram na nona posição no Campeonato Mundial de 2017 em Viena e no torneio tres estrelas de Qinzhou.
De 2019 a 2021 voltou formar dupla no cenário internacional com Yanisleidis Sánchez. No ano de 2019 conquistaram o terceiro lugar na etapa cubana do Circuito NORCECA, os vice-campeonatos no Campeonato NORCECA em Boca Chica, na etapa de Hato Mayor del Rey e também na etapa jamaicana. Já em 2021 atuaram juntas no Circuito Mundial, terminando em nono no torneio quatro estrelas realizado em Cancún, décimo sétimo no segundo evento na mesma cidade mexicana e quinto posto no terceiro evento, obtendo a vaga para Cuba nos Jogos Olímpicos de Verão de 2020, através da conquista da final da Copa Continental da NORCECA no México. Echevarría foi a representante nos referidos jogos ao lado de Leila Martínez.